# 牆外之音
《牆外之音》（韓語：84제곱미터）是一部2025年上映的南韓懸疑驚悚片，由金泰俊編劇並執導。該片由Mizi Film製作，主演包括姜河那、廉惠蘭與徐現宇。電影於2025年7月18日正式在Netflix上線。

## 劇情
2021年4月，魯宇成（노우성）在首爾購買了一間84 m2（900 sq ft）的公寓，總價為11億韓元。他與未婚妻開始了甜蜜的新生活，但到了2024年8月，房價卻大幅下跌至約8億韓元。隨著經濟壓力不斷累積，婚約最終告吹。背負超過7億韓元貸款的宇成，白天上班，晚上兼差做外送員，苦撐生活。
某晚送貨回家後，他聽見一陣詭異的警報聲，凌晨4點半驚醒。此時他發現1301號住戶朱慶（주경）在自己家門上貼了關於噪音的抗議紙條。儘管他否認製造噪音，但朱慶舉止怪異，不僅闖進他家，還語帶玄機地警告他。為了找出噪音來源，宇成走訪了樓上的住戶，最終來到頂樓的代表住戶恩華（은화）家。恩華指出問題應該出在1301，並勸他再忍耐一下。
後來，宇成從朋友那裡得知一個加密貨幣投資機會。為了擺脫經濟困境，他衝動地賣掉公寓，轉而投資GB幣。幣價如他所料一路飆升，他一度欣喜若狂。然而，鄰居卻再度指控他家是噪音源頭。在單位內竟然發現了隱藏的低音喇叭。與朱慶的丈夫發生衝突後，他被警方以噪音滋擾與攻擊嫌疑逮捕。
在拘留期間，他試圖出售手中的虛擬貨幣，卻失敗慘賠，一無所有。他一度萌生輕生念頭，卻在此時又聽到熟悉的噪音，並見到1301號單位閃爍著燈光。他拿起榔頭準備前往對質，卻被另一位鄰居鎮浩（진호）攔下。鎮浩開始懷疑宇成可能是無辜的，於是兩人決定聯手調查恩華，挖掘更深層的腐敗。
當恩華邀請兩人到她家時，他們試圖設局調查，但行動失敗，因為恩華的丈夫發現他們的意圖。
事後，宇成發現自己家中的低音喇叭其實是透過Wi-Fi從鎮浩家操控的。他假裝去洗三溫暖，偷偷用鎮浩家的鑰匙潛入調查，竟發現一整套大型音響系統、監控設備以及詳盡記錄所有住戶資料的檔案。原來鎮浩是一名臥底記者，正在設局揭發建案造假醜聞，而宇成只是他用來引爆事件的替罪羊。
最終，宇成與鎮浩聯手闖入頂樓，與恩華與其丈夫正面對決。過程中立場不斷轉變，恩華一度試圖殺死宇成，但被受傷的鎮浩制伏。當鎮浩要求他交出能揭露黑幕的帳本時，宇成反而點燃瓦斯管線，燒毀了公寓契約與所有證據。他走出建築物，隨即爆炸後失去意識。
宇成在醫院接受治療後，回到成長的老家休養。不久，他再次回到那棟公寓，從抽屜中拿出自己的房屋登記申請書。當熟悉的噪音再次響起時，他露出一陣近乎瘋狂的笑聲。

## 角色介紹
- 姜河那 飾 魯宇成（노우성），1401號住戶
- 廉惠蘭 飾 全恩華（전은화），頂樓（PH）住戶
- 徐現宇 飾 年鎮浩（연진호），1501號住戶
- 全鎮吾 飾 全光哲（전광철），1301號住戶
- 金賢貞 飾 河朱慶（하주경），1301號住戶
- 朴成一 飾 賈周浩（가주호），恩華的丈夫
- 姜愛心 飾 南海珠（남해주），宇成的母親
- 郑星一 飾 檢察官

## 製作

### 開發
本片由《原本以為只是手機掉了》（2023）導演金泰俊 編劇並執導，製作公司為 Mizi Film。

### 選角
2024年，片方宣布由姜河那、廉惠蘭、徐賢宇領銜主演。

### 拍攝
主體拍攝於2024年6月開機，並於同年9月殺青。

## 發行
《牆外之音》於2025年7月18日獨家上架Netflix，在全球同步串流播出。

## 評價
- 《南華早報》的影評人 詹姆斯・馬許（James Marsh） 給予本片3/5 星，認為本片是導演金泰俊繼《原本以為只是手機掉了》後「明顯進步」的作品。[9]
- Common Sense Media的影評人 JK Sooja 則給出 2/5 星，評價較為負面。[10]

## 外部連結
- 在Netflix上觀看《牆外之音》
- 互联网电影数据库（IMDb）上《牆外之音》的资料（英文）
- 《牆外之音》在HanCinema的页面（英文）